# Felipe Pérez Roque
Pour les articles homonymes, voir Pérez et Roque.
Felipe Ramón Pérez Roque (né le 28 mars 1965 à La Havane), est un homme politique cubain. Ministre des Affaires étrangères de Cuba de mai 1999 au 3 mars 2009.

## Biographie
Pérez Roque était auparavant ingénieur en électronique et dirigeant d'organisations d'étudiants. Il avait occupé le poste de chef de cabinet de Fidel Castro pendant une décennie avant son ministère. En plus d'être un membre éminent du Conseil des ministres cubain , Pérez Roque a également été membre du Comité central du Parti communiste de Cuba et a siégé au Conseil d'État . Il a été remplacé en tant que ministre des Affaires étrangères par l'ancien ambassadeur des Nations unies, Bruno Rodríguez Parrilla.en mars 2009 après des accusations de paroles méprisantes contre le gouvernement de Fidel Castro et les positions d'autres hauts dirigeants du parti communiste, obtenues grâce à des bogues d'enregistrement dissimulés. Il a été destitué de tous les postes de son parti et de son état.

### Rôle en tant que ministre des Affaires étrangères
Le rôle de Pérez Roque en tant que ministre des Affaires étrangères a été défini par des déclarations opposées à la politique étrangère des États-Unis, tant en ce qui concerne le statut de Cuba que la politique étrangère américaine dans son ensemble. Il a qualifié Cuba de "pays assiégé" à la suite de l'embargo américain sur Cuba. Pérez Roque a prononcé une série de discours lors des rassemblements annuels de l'Assemblée générale des Nations unies, critiquant le rôle des États-Unis et demandant le retrait des troupes américaines d'Irak. . Lors de ces réunions, il a également demandé au Conseil de sécurité d'inclure les pays du tiers monde, que toutes les nations coopèrent dans la lutte contre le terrorisme et qu'il incombe aux pays développés d'assurer un désarmement général et complet, y compris le désarmement nucléaire. 
Pérez Roque a également été responsable de l'approfondissement des échanges relations entre Cuba et la République de Chine populaire, et a fait un certain nombre de voyages de grande envergure dans le pays, la signature d' un accord militaire essentiel entre les deux nations. 
Pérez Roque a été démis de ses fonctions de ministre des Affaires étrangères le 2 mars 2009. Fidel Castro l'a ensuite critiqué ainsi que Carlos Lage Dávila (sans les nommer) pour leur amour du pouvoir dans une déclaration du 3 mars, et Pérez Roque a annoncé sa démission de tous ses postes et de ses fonctions dans l'État - membre du Comité central et du bureau politique du Parti communiste, appartenance au Conseil d'État et rôle de député - dans une lettre publiée le 5 mars. Dans cette lettre, il a également accepté les critiques de Castro et a reconnu qu'il avait commis des erreurs.